# 乐诗克·伯瑞谢维兹
乐詩克·基斯道夫·伯瑞谢维兹爵士，GBE，中文名乐思哲（英語：Sir Leszek Krzysztof Borysiewicz，1951年4月13日—），是一位英国医学家，疫苗学家。2009年12月，乐詩克被选为剑桥大学第345任校长，任期从2010年10月开始。